# Škoda 10 cm Vz. 1916
Lo Škoda 10 cm Vz. 1916 o 10 cm Gebirgshaubitze M. 16 (10 cm FH 14) era un obice da montagna prodotto dalla Škoda per l'Imperial regio esercito austro-ungarico, derivato dall'obice campale Škoda 10 cm Vz. 1914. Fu utilizzato da numerose altre nazioni sia nel periodo interbellico che durante la seconda guerra mondiale.

## Storia
- granata a esplosivo da 100
- granata a doppio effetto da 100
- granata a pallette (shrapnel) da 100
- granata da 100 Mod. 32
- granata a doppio effetto da 100 Mod. 32
- granata a doppio effetto da 100 Mod. 36
- proietto perforante EP (effetto pronto - a carica cava)
- proietto perforante EPS (effetto pronto speciale - a carica cava)
- granata Mod. 23 (polacca)
- granata Mod. 28 (polacca)
- granata da 100 Mod. 32 a codolo vescicante
- granata da 100 Mod. 32 lacrimogena
- granata da 100 Mod. 32 fumogena
- granata da 100 Mod. 32 fumogeno-incendiaria
- granata da 100 Mod. 32 a recipiente irritante
- proiettile per scuola di tiro

Questo pezzo fu realizzato nel 1916 dalla Škoda, che all'inizio del XX secolo era uno dei maggiori e migliori produttori di artiglierie. Adottato per affiancare e poi sostituire l'obsoleto 10 cm Gebirgshaubitze M. 99 ad affusto rigido ed il pesante 10 cm Gebirgshaubitze M. 8, tale arma venne concepita per fornire un obice potente e leggero, facilmente trasportabile, ai reggimenti di artiglieria da montagna (Gebirgsartillerie-Regiment), impegnati nella proibitiva guerra di montagna (Gebirgskrieg) sul fronte italiano. Particolare attenzione fu quindi posta sulla mobilità e all'elevazione della canna, requisito indispensabile in montagna; per il resto il pezzo manteneva inalterate le prestazioni balistiche rispetto al modello da campagna.
Furono realizzati in tutto 550 pezzi, dei quali 434 prodotti dalle officine della Škoda ed i restanti dalla Böhler di Kapfenberg.
Dopo la resa e la dissoluzione dell'Austria-Ungheria, oltre ad armare gli eserciti di Austria, Romania e Polonia, alcune centinaia di questi obici passarono al Regno d'Italia come prede di guerra o come risarcimento, mentre la Cecoslovacchia ne fornì alla Turchia una versione con canna rialesata a 105 mm, denominata M16(T). L'obice fu ridenominato Obice da 100/17 Mod. 1916. I pezzi furono revisionati dall'Arsenale del Regio Esercito di Torino (ARET), che si avvalse anche della collaborazione di officine private. Tuttavia, fino al 1932, anno in cui fu messa a punto una nuova generazione di proiettili, l'impiego fu pesantemente limitato dalla mancanza di munizioni. Fra l'altro con i proiettili Mod. 32, dato il miglior profilo balistico degli stessi, la gittata del pezzo aumentava di circa 500 m nei confronti di quella del pezzo nel corso del servizio con l'imperiale e regio Esercito. Inoltre su 13 pezzi Modello 16 del 25º Reggimento artiglieria, per adattarli al traino meccanico, furono sperimentate ruote semipneumatiche, come fatto su alcune centinaia di Modello 14.
Durante la seconda guerra mondiale il pezzo era in dotazione ai gruppi di artiglieria alpina. Nel giugno 1943 il Mod. 16 armava ancora 10 gruppi. Dopo l'armistizio dell'8 settembre, i pezzi catturati agli italiani vennero incorporati dalla Wehrmacht con la denominazione 10 cm GebH 316(i). Questi andarono ad aggiungersi a quelli in dotazione all'Austria dopo l'Anschluss e quelli sottratti alla Cecoslovacchia dopo l'occupazione, con le rispettive denominazioni 10 cm GebH 16(ö) e 10 cm GebH 16(t).
- M1 granata ad alto esplosivo
- M60 proietto nebbiogeno-incendiario
- M84 proietto nebbiogeno
- M314 proietto illuminante
- M67 granata controcarro a carica cava
- STRL da esercitazione

Nel dopoguerra il Mod. 16 rimase in dotazione all'Esercito Italiano come 100/17 Mod. 16 mont dopo una serie di modifiche effettuate presso l'Arsenale militare di Napoli, tra le quali l'adozione di ruote pneumatiche.
Nella seconda metà degli anni cinquanta l'obice venne ulteriormente modificato per il servizio nell'Esercito Italiano con le versioni 100/17 Mod. 16/50 da montagna, adattato al traino meccanico e fornito di piattaforma di tiro circolare.
Nel corso degli anni sessanta fu passato in riserva perché sostituito dal leggendario OTO Melara 105 mm M56.

## Tecnica
La bocca da fuoco e l'affustino sono gli stessi del Mod. 14 da campagna. La bocca da fuoco era su un corpo (canna) dotato di 3 cerchiature con guide a zampa per lo scorrimento sulle lisce, supportate direttamente dalla culla. Questa conteneva il freno di sparo idro-pneumatico a manicotto rotante con recuperatore a molla. Le lisce erano protette da polvere ed altro sporco con strisce di lamiera avviate alle cerchiature. Sebbene generalmente le bocche da fuoco fossero in acciaio in pezzo unico, alcune erano in bronzo fucinato o in bronzo o acciaio con anima di acciaio. Il meccanismo di chiusura era dato da un otturatore a cuneo a scorrimento orizzontale, con manovra rapida semiautomatica che garantiva la chiusura grazie al bossolo in ottone della carica di lancio.

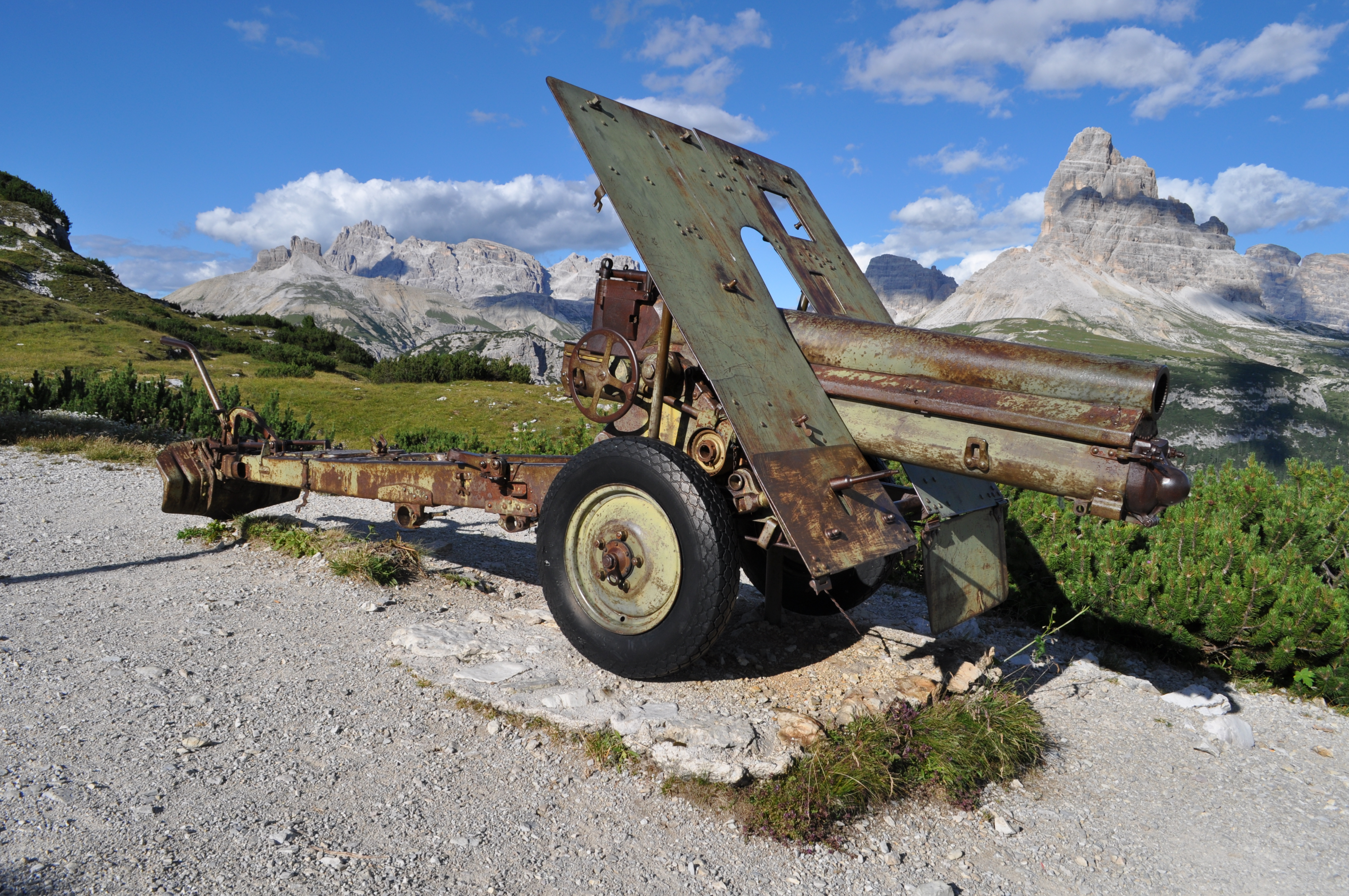
Un Mod. 16 con ruote pneumatiche sul Monte Piana.

Simile è anche l'affusto, a coda unica aperta al centro per permettere il rinculo con alti angolo di tiro; oltre ad essere alleggerito, esso differiva per una carreggiata più stretta, di soli 95 cm, più adatta transito sulle mulattiere, e per la sala rettilinea, tubolare. Sulla testata d'affusto era fissata una piastra su cui era incernierato l'affustino. L'affusto era collegato alla sala che portava piccole ruote di legno a 10 razze, da 900 mm di diametro. Sull'affusto erano fissati lo scudo di spessore 4,7 mm, i seggiolini di tiro, il vomere ribaltabile con dente da roccia e l'occhione per il traino. Lo scudo, smontabile, era munito di due finestre di puntamento protette da portelli. L'affustino supportava le orecchioniere alle quali era collegata la culla per mezzo di due fiancate verticali in lamiera. Inoltre all'affustino erano applicati due bracci a forcella per il supporto degli equilibratori della culla. La culla sosteneva la bocca da fuoco durante il movimento di rinculo e di ritorno. I due orecchioni su cui era imperniato l'affustino erano solidali alla culla e regolati dal congegno di elevazione a ruota dentata.
L'ampio settore di elevazione (da -8° ad addirittura +70°) era ottenuto dalla posizione molto arretrata degli orecchioni. Inoltre all'orecchione destro era applicato il congegno di regolazione del rinculo, che automaticamente variava la lunghezza del rinculo in funzione dell'inclinazione della bocca da fuoco. Il congegno di rinculo regolabile permetteva settori verticali di tiro molto ampi, sebbene l'affusto fosse a coda unica.
Il puntamento era a tamburo con cannocchiale panoramico.
Il munizionamento era del tipo a cartoccio bossolo, con proietto separato dalla carica di lancio, che era contenuta in un bossolo di ottone. Erano disponibili 6 cariche di potenza diversa.
Il cannone era operato da sei serventi. Il pezzo, pesante in batteria con scudi 1 235 kg, per il traino in montagna veniva scomposto in tre carichi suddivisi in tre vetture, ognuna trainata da due quadrupedi in punta:
- vettura affusto: era costituita dall'affusto, il quale si agganciava ad una timonella a stanghe; peso: 670 kg;
- vettura obice: era costituita da un carrello ad un asse con timonella a stanghe peso: 750 kg;
- vettura culla e scudo: anch'essa costituita da un carrello ad un asse con timonella a stanghe peso: 750 kg.[10]

Per la scomposizione del pezzo una squadra di 15 uomini impiegava circa 20 minuti.
Le munizioni erano trasportate su un carrettino Mod. 15, con stessa carreggiata e stesse ruote dell'affusto, pesante a vuoto 152 kg. Ogni carrettino trasportava tre casse contenenti ognuna 3 proietti e 3 cartocci a bossolo.